# 陽だまり少女紀行
『陽だまり少女紀行』（ひだまりしょうじょきこう）は、松本規之による日本の漫画作品。『月刊COMICリュウ』（徳間書店）創刊号より連載され、全12回で完結。「日本の美しさを伝える」をコンセプトに毎号カラーで描かれた。

## 書誌情報
- 『つばめ 陽だまり少女紀行』 2007年10月20日発売 ISBN 978-4-19-950058-9